# Stockentenbrunnen

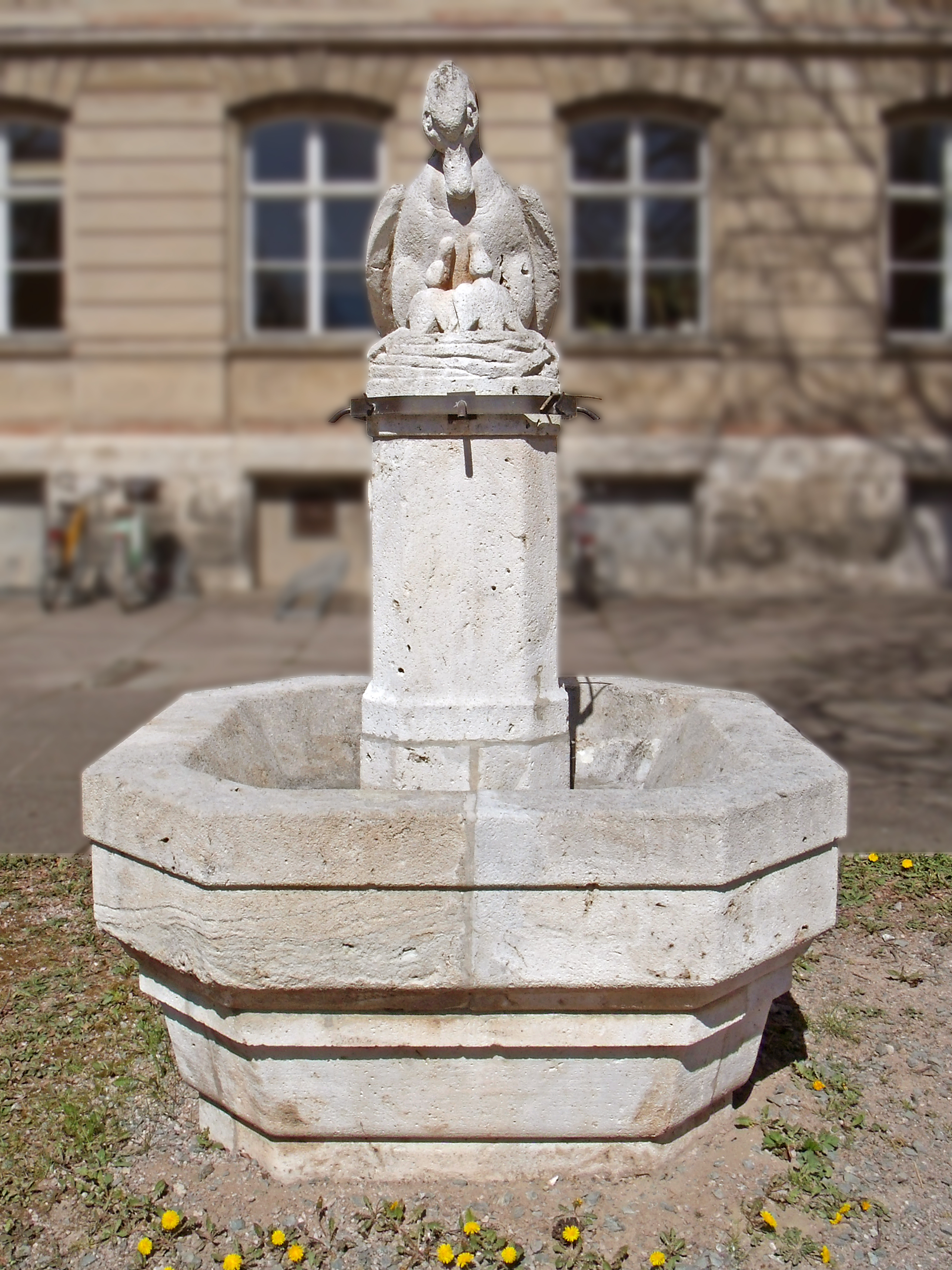
Stockentenbrunnen in Weimar

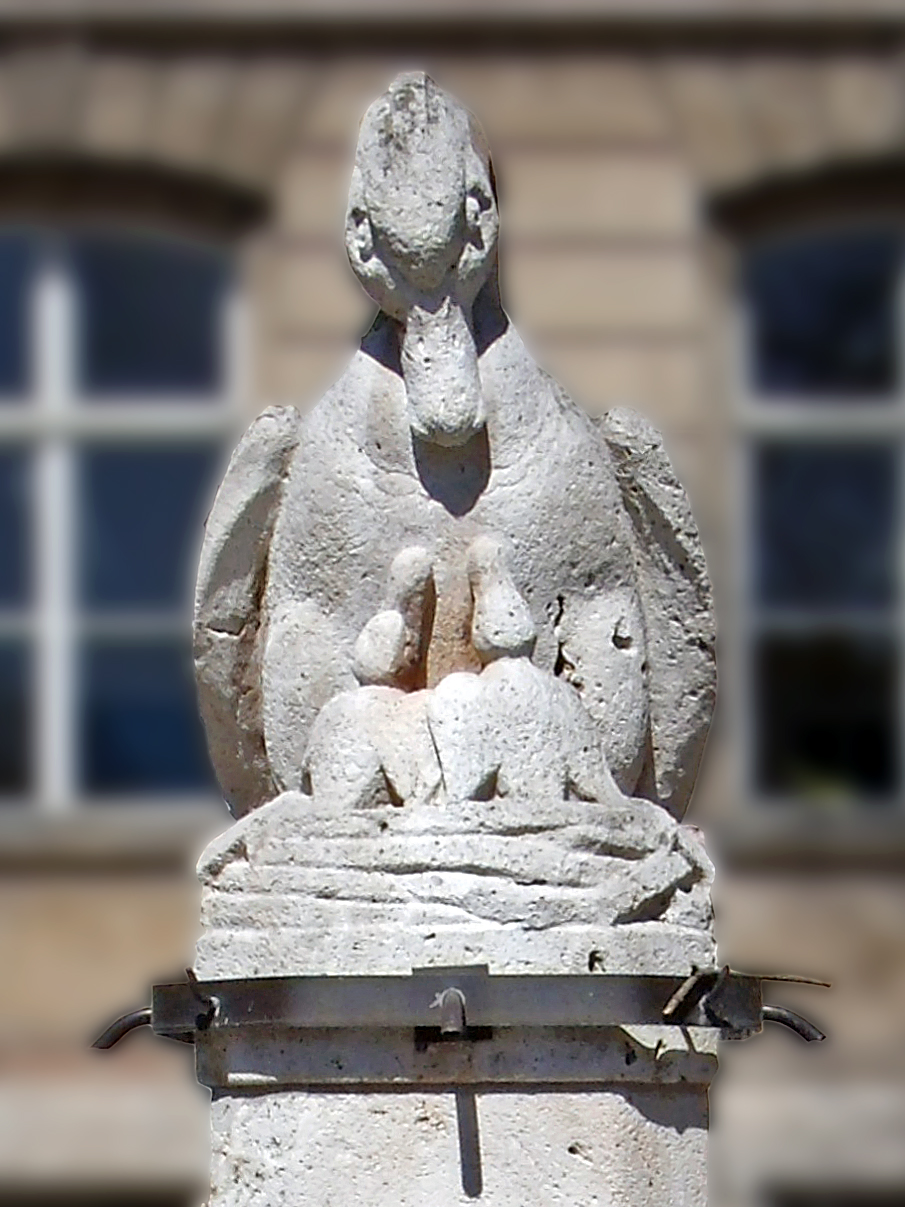
Stockentenbrunnen (Detail)

Der Stockentenbrunnen befindet sich auf dem Schulhof der Käthe-Kollwitz-Schule in der kreisfreien Stadt Weimar in Thüringen in der Röhrstraße.
Der Brunnen auf dem Schulhof, mittig vor der südlichen Schulhoffront, der ehemaligen „Luisenschule“/„Käthe-Kollwitz-Schule“  Röhrstraße 19, der heutigen Staatlichen Berufsbildenden Schule (SBBS) „Friedrich Justin Bertuch“ (Wahlschulformen Berufliches Gymnasium und Fachoberschule) in Weimar ist ein an eine Röhrenfahrt angeschlossener Brunnen aus Travertin, dessen achteckiges Postament eine Stockente, die zu ihren zwei Entenküken nach unten sieht, die ihrerseits zu ihr aufblicken, im Nest bekrönt. Symbolisch bedeutet es offenbar die Fürsorge des Muttertiers für ihre Kleinen. Unter dem Nest am Postament befindet sich ein ebenfalls achteckiger Bandstahlring mit vier Wasserläufen und Haken, die zum Anhängen von Trinkbechern bestimmt waren. Der Geologe Walter Steiner beschreibt diesen Brunnen folgendermaßen: „Ein sehenswerter Travertinbrunnen ist im Hof der Käthe-Kollwitz-Schule zu finden. Brunnensäule, die aufgesetzte Stockentenplastik und die achteckige Brunnenschale aus zwei Teilen besteht aus einen kavernenarmen Süßwasserkalk mit auffälliger Weißpatinierung.“ Der nach 1910 geschaffene Brunnen ist ein Werk des Weimarer Bildhauers Arno Zauche, einem Schüler von Adolf von Donndorf. Zeitweilig befand sich die Brunnenskulptur im Schlosspark Kromsdorf. Eine Restaurierung und teilweise Rekonstruktion erfolgte durch die Steinrestauratorin Diana Berger 2001.
Der Stockentenbrunnen ist nicht der einzige Brunnen mit einem Tiermotiv aus der Hand von Arno Zauche. Er schuf auch den Froschbrunnen in Weimar.
Der Stockentenbrunnen ist in der Liste der Kulturdenkmale in Weimar (Einzeldenkmale) verzeichnet.